# Szewce (Sandomierz)
Pour les articles homonymes, voir Szewce.
Szewce est une localité polonaise de la gmina de Samborzec, située dans le powiat de Sandomierz en voïvodie de Sainte-Croix.